# Methiolopsis geniculata
Methiolopsis geniculata is een rechtvleugelig insect uit de familie veldsprinkhanen (Acrididae). De wetenschappelijke naam van deze soort is voor het eerst geldig gepubliceerd in 1878 door Stål.